# John Callis (pirata)
John Callis (o Calles ) (fallecido en 1576) fue un pirata galés del siglo XVI. Estuvo activo en el sur de Gales desde Cardiff hasta Haverfordwest, a menudo vendiendo sus premios y cargamentos en los pueblos de Laugharne y Carew en Milford Haven, a sólo unas pocas millas al sur de Little Newcastle, Gales. Su carrera de pirata se prolongó durante décadas antes de que la presión de los países vecinos obligara al gobierno de Inglaterra a tomar medidas y lograra capturarlo en 1576.
Ya estando anciano intentó ayudar a las autoridades a rastrear a otros piratas a cambio de su liberación, sin embargo, las autoridades rechazaron su oferta y fue ahorcado en Newport ese mismo año. Después de su ejecución, se nombró una comisión para investigar a los comerciantes y otros en los condados de Cardigan, Pembroke, Carmarthen, Monmouth y Glamorgan asociados con piratas locales. La comisión compiló una lista de aquellos que comerciaban ilegalmente con piratas y los infractores fueron multados.

## Otras lecturas
- Brooks, Sir Eric San Juan. Sir Christopher Hatton: el favorito de la reina Isabel . Londres: Jonathan Cape, 1946.
- O'Neill, Paul. La ciudad más antigua: la historia de St. John's, Newfoundland . Erin, Ontario: Prensa Porcepic, 1975.
- Quinn, David B. Los viajes y las empresas colonizadoras de Sir Humphrey Gilbert . Londres: Sociedad Hakluyt, 1940.
- Quinn, David B. y Neil M. Cheshire, ed. La tierra recién descubierta de Stephen Parmenius: la vida y los escritos de un poeta húngaro, ahogado en un viaje desde Terranova, 1573 . Toronto: Prensa de la Universidad de Toronto, 1972.